# 乾酪白汁

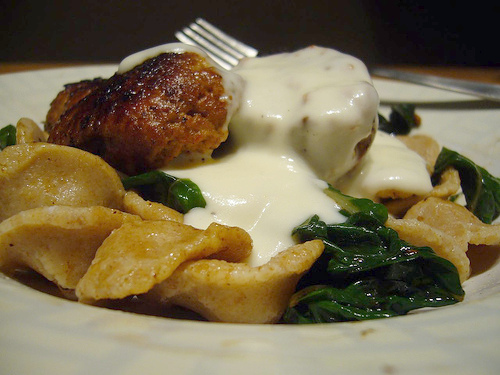
澆在意式貓耳朵麵食之上的乾酪白汁

乾酪白汁（法語：sauce Mornay，發音：[sos mɔʁnɛ]），亦音譯作莫爾奈醬，是一種由白汁加入切碎或磨碎的乾酪煮成的西醬。乾酪白汁用的乾酪，通常是由一半的格呂耶爾芝士和一半的帕馬森乾酪，但亦可用其他不同變化組合的格呂耶爾芝士、埃文達芝士或白色切達乾酪。
乾酪白汁常用來煮海鮮或蔬菜，也是正宗熱布朗三明治的主要原料。

## 語源
乾酪白汁的名稱據說來自「莫爾奈公爵」，但這一位莫爾奈公爵是誰則有爭議：大多認為這位莫爾奈公爵很可能就是「莫爾奈的菲力浦」(Philippe, duc de Mornay，1549–1623)，他是索穆爾的統治者、杜立石馬爾利諸侯，也是作家和外交家但是他餐桌上的醬汁可能是以法式天鵝絨醬汁（velouté sauce）為基底的乾酪醬汁，因為當時還沒有發明白汁。1820年第十版的《Le cuisinier Royal》也沒有關於白汁的記載，也許這種醬汁出現的時間比十九世紀就在巴黎皇家宮殿（Palais-Royal）拱廊內營業的格蘭登維福爾餐廳還晚；餐廳內也供應白汁。查理十世時期，上流社會中，有兩位引領時尚「莫爾奈」，莫爾奈侯爵與他的弟弟查爾斯伯爵；布列辛頓伯爵夫人在1828–29年（Lady Blessington）旅居於巴黎，她撰寫的回憶錄《The Idler in France》中曾提到這兩位莫爾奈。 以上都是在搜尋莫爾奈醬時，可能提及的同名人士。

## 參看
- 天鵝絨醬
- 白汁
- 五大母醬
- 熱布朗三明治
- 法式芝士脆多